# Promachus complens
Promachus complens är en tvåvingeart som först beskrevs av Walker 1861.  Promachus complens ingår i släktet Promachus och familjen rovflugor. Inga underarter finns listade i Catalogue of Life.